# Duromer
Duromér ali duroplást je predstavnik skupine plastičnih mas, ki ob segrevanju ireverzibilno otrdi. Duromerov ne moremo preoblikovati, variti in reciklirati.
Duromeri so sestavljeni iz polimernih verig, ki so med seboj povezane z močnimi, kovalentnimi vezmi in tvorijo tridimenzionalno mrežasto zgradbo. Pojav, pri katerem se tvorijo primarne kemijske vezi med makromolekulami, imenujemo zamreženje. Obseg oziroma trdnost zamreženja določa lastnosti teh materialov. Z naraščanjem stopnje zamreženosti imajo duromeri večjo trdnost, material postaja bolj trd in krhek in ga ni mogoče več staliti. Pri segrevanju prej razpade zamrežena tridimenzionalna zgradba v atome oziroma v maloatomne molekule.